# Rodine, Žirovnica
Rodine so vas v občini Žirovnica.
Rodine ležijo na poti kulturne dediščine. V vasi je rojstna hiša slovenskega pisatelja Janeza Jalna. Leta 1959 so tam potekala arheološka izkopavanja Gorenjskega muzeja pod vodstvom pokojnega Andreja Valiča. Odkrili so hišo iz rimskega časa.